# André Cochepain
Pour les articles homonymes, voir Cochepain.
André Jean Henri Cochepain, né le 16 mai 1888 à Chartres et mort le 3 mai 1956 à Neuilly-sur-Seine, est un architecte français.

## Biographie
Membre de la Société nationale des beaux-arts (1921) où il est présenté par Frantz Jourdain, architecte en chef du département de la Manche à Coutances, il expose au Salon des artistes français un châssis photos intitulé Quatre boutiques modernes à St-Lô. 
On lui doit de nombreux monuments aux morts, principalement en Normandie (Pouillenay, Falaise, Roncey, ...). 